# KAI KC-100 Naraon
Il KAI KC-100 Naraon è un aereo da turismo e da addestramento, monomotore ad ala bassa a quattro posti sviluppato dall'azienda aeronautica sudcoreana KAI.

## Versioni
- KC-100: versione da turismo a quattro posti per il mercato civile;

- KT-100: versione militare per l'addestramento basico al volo;

## Utilizzatori

### Militari
Corea del Sud
- Daehan Minguk Gonggun

23 KT-100 consegnati.